# 森上儀彦
森上 儀彦（もりがみ よしひこ、男性、1956年（昭和31年）11月3日 - ）は、日本の武道家（空手道）。兵庫県出身。国際空手道連盟 極真会館森上派代表。

## 経歴
18歳：空手を始める。ボクシングを習う。
20歳：糸東流・剛柔流、3流派で指導員補佐となる。
22歳：極真会館芦原道場入門。
23歳：極真会館芦原道場、指導員補佐となる。同時に施術を始める。
26歳：極真会館総本部（東京・池袋）館長室にて初めて大山倍達館長と対面する。平成元年、極真会館森上道場を開設。
30歳から15年間、自衛隊特殊部隊の指導を行う。極真会館分裂後、遺族派で3年間活動。
40歳：少年部の指導を始める。40歳代〜50歳代、初心に帰りボクシングジムに通う。極真空手認可状の冒頭にある「東方古傳日本空手道」の意味を理解するべく「大東流合気柔術」を習う。
50歳：日本一の少年部（組手部門）となる。平成29年3月19日（日）兵庫県立武道館（姫路市手柄山中央公園内）で第41回極真森上杯空手道選手権大会を開催。平成30年、極真会館森上道場30周年。
50歳代前半、森上式呼吸整体の活動を始める。

## 極真会館森上道場概要
・代表師範：　森上 儀彦
・師範：　鈴木 憲
・師範代：　ベリッシモ・フランチェスコ